# Bibliograf
En bibliograf er en person som udarbejder en bibliografi (en beskrivelse af eller fortegnelse over bøger, tidsskrifter, artikler inden for et område).
| Job | Spire Denne artikel om et job eller en stillingsbetegnelse er en spire som bør udbygges. Du er velkommen til at hjælpe Wikipedia ved at udvide den. |